# Gladkara albida
Gladkara albida är en insektsart som beskrevs av Irena Dworakowska 1995. Gladkara albida ingår i släktet Gladkara och familjen dvärgstritar. Inga underarter finns listade i Catalogue of Life.